# Waimer
Waimer, duc de Champagne s’allie en 675 à Ébroïn, ancien maire du palais de Neustrie qui a rejoint les rangs de l’Austrasie. Ensemble, ils font couronner Clovis III (675-676), roi d’Austrasie. Ils mettent ensuite en déroute à Pont-Sainte-Maxence (Oise) l’armée de Thierry III (673-691), roi de Neustrie. Thierry III est capturé peu après à Crécy-en-Ponthieu (Somme).
Ébroïn, de nouveau intronisé maire du palais de Neustrie, écarte Clovis III du pouvoir et remet le royaume à Thierry III. Waimer décide donc avec Diddon et Bobbon de s’allier au duc d’Alsace Adalric. Ensemble, ils envahissent la Bourgogne en 676, également aux mains de Thierry III. Ils capturent Autun et son évêque Léger qui meurt des suites des sévices qu'ils lui font subir. Diddon et Bobbon attaquent ensuite Lyon mais sans parvenir à la capturer.
Waimer est chargé de séquestrer et de torturer Léger. Ébroïn lui ordonne de le laisser mourir de faim dans une forêt et de faire croire qu'il s'est noyé. Waimer trouve Léger vivant, en prière. Pris de pitié, il l'épargne, lui rend même sa part du butin obtenue à Autun. Léger est décapité deux ans plus tard par les hommes d'Ébroïn, qui condamne Waimer pour sa trahison et lui fait trancher la tête à son tour.
En 678, pour expier son crime, Waimer aurait accompli un pèlerinage en Terre sainte sur le tombeau du Christ. Il est souvent identifié au vingtième évêque de Troyes Wanmirus. Selon une vie de Saint Léger du VIIIe – IXe siècle, il aurait été élevé à l'épiscopat par Ébroïn en récompense de ses services. L'hypothèse est douteuse car Abbon, successeur de Wanmirus, est attesté comme évêque de Troyes en 673, trois ans avant le siège d'Autin et la capture de Léger.

## Source
- Église et vie chrétienne dans le diocèse de Troyes du IVe au IXe siècle, par Isabelle Crété-Protin Presses Univ. Septentrion, 2002  (ISBN 2859397531 et 9782859397531)